# Fermentación ABE
La fermentación ABE (fermentación aceto-butílica-etíllica o fermentación acetona-butanol-etanol) es un proceso que hace uso de la fermentación bacteriana para producir acetona, n-butanol y etanol a partir de carbohidratos tales como el almidón y la glucosa.
El proceso fue desarrollado por el químico Chaim Weizmann, y fue el principal proceso utilizado durante la Primera Guerra Mundial para producir acetona, compuesto destinado a la producción de cordita, una sustancia esencial para la industria de guerra británica.

## Historia
La producción de butanol por medios biológicos fue llevada a cabo por primera vez por Louis Pasteur en 1861.
En 1905, el bioquímico austríaco Franz Schardinger descubrió que se podía producir acetona de una forma similar.
En 1910 Auguste Fernbach desarrolló un proceso de fermentación bacteriano utilizando almidón de patatas como materia prima para la producción de butanol. La explotación industrial de la fermentación ABE comenzó en 1916, durante la Primera Guerra Mundial, con el aislamiento de la bacteria Clostridium acetobutylicum llevado a cabo por Chaim Weizmann, como se describe en la patente de Estados Unidos N.º 1315585.
El proceso Weizmann fue el mecanismo de operación llevado a cabo por la Commercial Solvents Corporation, desde aproximadamente 1920 a 1964 con plantas en los Estados Unidos (Terre Haute, IN, y Peoria, IL), y en Liverpool, Inglaterra. La planta de Peoria fue la de mayor escala de las tres; utilizaba melaza como materia prima y tenía tanques de fermentación de 96'' y 50 000 galones.
Luego de la Segunda Guerra Mundial, la fermentación ABE se convirtió en un proceso generalmente no rentable, comparado con la producción de los mismos tres solventes (acetona, butanol, etanol) a partir del petróleo.
Durante las décadas de 1950 y 1960, la fermentación ABE fue reemplazada por las plantas químicas de petróleo. Debido al diferente precio de la materia prima, la fermentación ABE permaneció siendo viable en Sudáfrica hasta los primeros años de la década de 1980, donde la última planta cerró en 1983.[cita requerida]
Actualmente no hay plantas ABE operando.[cita requerida]

## Microbiología
El proceso de fermentación ABE, se encuentra relacionado con los procesos de fermentación llevados a cabo por levaduras en la producción de vinos, cerveza, o combustibles; en estos procesos las levaduras fermentan azúcares para producir etanol. Sin embargo, y a diferencia de lo que ocurre en las fermentaciones industriales clásicas; los organismos que llevan a cabo la fermentación ABE son anaerobios estrictos (anaerobios obligados). La fermentación ABE produce solventes en una proporción de 3 partes de acetona, 6 partes de butanol a 1 parte de etanol. Por lo general hace uso de una cepa de la bacterias perteneciente a la clase de las Clostridias, (familia Clostridiaceae). La especie más estudiada y más ampliamente utilizada es Clostridium acetobutylicum, aunque Clostridium beijerinckii también ha sido utilizado con muy buenos resultados.
Los clostridios son bacterias grampositivas, que como característica fisiológica importante, se consideran bacilos anaeróbicos estrictos, siendo parásitos y saprofitas muchos de ellos. Como peculiaridad presentan la característica de que esporulan. Tanto la esporulación como la solventogénesis son mecanismos de las células de Clostridium para resistir ambientes hostiles.

## Rutas metabólicas
La bacteria Clostridium acetobutylicum emplea en su metabolismo una amplia variedad de azúcares, oligosacáridos y polisacáridos. De ellos obtendrá carbono como sustrato, hidrolizando previamente los carbohidratos cuyos enlaces son rotos mediante amilasas, enzimas que catalizan la reacción de hidrólisis del almidón. El carbono tras la hidrólisis pasa a estar en forma de glúcidos más simples, pentosas y hexosas. Estos azúcares son metabolizados mediante glucólisis y posteriormente por una descarboxilación oxidativa.
La fermentación se desarrolla en general siguiendo fundamentalmente dos etapas, acidogénesis y solventogénesis. En la primera el acetil-CoA se convierte en productos intermedios y ácidos. En esta etapa se produce la conversión bacteriana bajo ciertas condiciones de pH y con limitación de ciertos iones. Como productos intermedios, la acidogénesis produce acetaldehído y butiraldehído, compuestos que después se oxidan o se reducen para dar otros, que en las reacciones de oxidación son compuestos como acetona, el acetato o CO2 y en las de reducción metabolitos como butanol, butirato o etanol. Dentro de la fase acidogénica se tienen dos ramificaciones según la enzima que catalice la reacción de síntesis de productos intermedios con los que después se obtienen los dos productos finales de esta fase, el acetato y el butirato.
En la solventogénesis se parte de moléculas intermedias generadas durante la acidogénesis, son el acetil-CoA, butiril –CoA y acetoacetil-CoA. Sobre este tendremos la ramificación metabólica que nos lleva a acetoacetato y con este, a acetona. Otra ramificación es la que a partir de butiril –CoA procedente del acetoacetil-CoA se obtiene butiraldehído, y de él, butanol. La tercera ramificación de la solventogénesis es en la que Partiendo del acetil-CoA se produce etanol de forma constante y a bajas concentraciones, no solo en la solventogénesis, sino que también en la solventogénesis

## Perspectivas de futuro
La fermentación ABE ha experimentado un renovado interés considerando al butanol como un posible biocombustible renovable. Con el objeto de hacer de la fermentación ABE un proceso económicamente atractivo, se han desarrollado muchos sistemas de recuperación de productos in-situ. Entre estos se incluyen la gas de arrastre (gas stripping), perstracción, pervaporación, extracción líquido-líquido y adsorción. Sin embargo, hasta el momento, ninguno ha sido aplicado a escala industrial.